# Campionat de Catalunya d'hoquei sobre herba de 1919
El Campionat de Catalunya d'hoquei sobre herba de 1919 fou la primera edició de la competició. Es disputà des del 12 de gener fins al 23 de març de 1919. La creació del nou campionat d'hoquei sobre herba fou impulsat per Albert Maluquer al periòdic Atlètica i la competició fou organitzada per l'Associació d'Hoquei de Catalunya, dins de la Federació Atlètica Catalana. Hi participaren quatre equips, el Reial Polo Jockey Club, el Reial Club Deportiu Espanyol, la Societat Sportiva Pompeya i el Terrassa Hockey Club. També s'hi celebrà un campionat de Catalunya de segona divisió.
Es proclamà primer campió del campionat el Reial Polo JC, que guanyà a la final per 2 a 0 al SS Pompeia.

## Lligueta

### Primera volta
| 12 de gener de 1919 | Reial Polo JC | 4-2     | RCD Espanyol | Barcelona                        |  |
|                     |               | Notícia |              | Instal·lacions del Reial Polo JC |  |

| 12 de gener de 1919 | SS Pompeia | vs. | Terrassa HC | Barcelona |  |
|                     |            |     |             |           |  |

| 19 de gener de 1919 | RCD Espanyol | 0-2 | SS Pompeia | Barcelona |  |
|                     |              |     |            |           |  |

| 19 de gener de 1919 | Terrassa HC | vs. | Reial Polo JC | Terrassa |  |
|                     |             |     |               |          |  |

| 26 de gener de 1919 | RCD Espanyol | vs. | Terrassa HC | Barcelona |  |
|                     |              |     |             |           |  |

| 26 de gener de 1919 | SS Pompeia | vs. | Reial Polo JC | Barcelona |  |
|                     |            |     |               |           |  |

### Segona volta
| 2 de febrer de 1919 | RCD Espanyol | vs. | Reial Polo JC | Barcelona |  |
|                     |              |     |               |           |  |

| 2 de febrer de 1919 | Terrassa HC | vs. | SS Pompeia | Terrassa |  |
|                     |             |     |            |          |  |

| 9 de febrer de 1919 | SS Pompeia | vs. | RCD Espanyol | Barcelona |  |
|                     |            |     |              |           |  |

| 9 de febrer de 1919 | Reial Polo JC | vs. | Terrassa HC | Terrassa                         |  |
|                     |               |     |             | Instal·lacions del Reial Polo JC |  |

| 16 de febrer de 1919 | Terrassa HC | vs. | RCD Espanyol | Terrassa |  |
|                      |             |     |              |          |  |

| 16 de febrer de 1919 | Reial Polo JC | vs. | SS Pompeia | Barcelona                        |  |
|                      |               |     |            | Instal·lacions del Reial Polo JC |  |

## Final
| 23 de març de 1919 |

| Reial Polo JC | 2-0     | SS Pompeia |
| ------------- | ------- | ---------- |
|               | Notícia |            |

| Instal·lacions de Reial Polo JC, Barcelona |

| }} Reial Polo JC | }} SS Pompeia |

| #          | Pos. | Nom         |  |
| ---------- | ---- | ----------- |  |
|            |      | Riera       |  |
|            |      | Bertrand    |  |
|            |      | Satrústegui |  |
|            |      | Ros         |  |
|            |      | Carreras    |  |
|            |      | Puig        |  |
|            |      | Lloret      |  |
|            |      | Lagnier     |  |
|            |      | Churruca    |  |
|            |      | Baladía     |  |
|            |      | Macaya      |  |
| Entrenador |      |             |  |
|            |      |             |  |

| Campió de Catalunya d'hoquei 1919 |
| --------------------------------- |
| Reial Polo JC Primer títol        |

| #          | Pos. | Nom        |  |
| ---------- | ---- | ---------- |  |
|            |      | Caicedo    |  |
|            |      | Homedes    |  |
|            |      | Viñas      |  |
|            |      | Junqueras  |  |
|            |      | Astell     |  |
|            |      | Besa       |  |
|            |      | Partington |  |
|            |      | Galí       |  |
|            |      | Casas      |  |
|            |      | Blasco     |  |
|            |      | Ochoa      |  |
| Entrenador |      |            |  |
|            |      |            |  |